# Micaria sociabilis
Micaria sociabilis is een spinnensoort in de taxonomische indeling van de bodemjachtspinnen (Gnaphosidae). De spin jaagt 's nachts en verschuilt zich overdag onder rotsen en bladeren. Het lijf van de spin is ovaalvormig, smal en puntig aan de achterzijde.
Tsjechisch onderzoek wijst uit dat bij soort de mannetjes soms de vrouwtjes opeten; kannibalistisch gedrag was eerder vooral andersom bekend.
Het dier behoort tot het geslacht Micaria. De wetenschappelijke naam van de soort werd voor het eerst geldig gepubliceerd in 1897 door Kulczynski.